# حمله هلهله‌چی ۵۰ فوتی
حملهٔ هلهله‌چی ۵۰ فوتی (به انگلیسی: Attack of the 50 Foot Cheerleader) فیلمی محصول سال ۲۰۱۲ و به کارگردانی کوین اونیل است. در این فیلم بازیگرانی همچون جنا سیمس، شان یانگ، رایان مریمان، اولویا الکساندر، تریت ویلیامز، ساشا جکسون، تد ریمی، مری وارناف، پائولا تریکی، جان لندیس و راجر کورمن ایفای نقش کرده‌اند.